# Angraecum sesquipedale
Angraecum sesquipedale, comummente conhecida como orquídea-cometa, é uma espécie de orquídea epífita do género Angraecum, endémica de Madagáscar. 
A orquídea foi descoberta pela primeira vez pelo botânico francês Louis-Marie Aubert du Petit-Thouars, no ano de 1798, mas não foi descrita até ao ano de 1822.

## Etimologia
Quanto ao nome científico desta espécie:
- O nome genérico, Angraecum, provém da latinização do étimo malaio anggrek, usada para aludir a diversas variedades de orquídeas.[4]

- O epíteto específico, sesquipedale, provém do latim, tratando-se de uma declinação do étimo, sesquipedalis[5], e significa «de pé e meio; muito comprida».[6]

## Descrição
A orquídea-cometa tem um crescimento monopodial, caracterizando-se pelas suas folhas grossas, dobradas longitudinalmente e dispostas em forma de leque.
Da base das folhas brotam as hastes florais, de onde pode emergir entre uma a três flores grandes, em forma de estrela. 
Estas flores, quando abrem, apresentam uma coloração esbranquiçada com cambiantes esverdeadas. Com o seu amadurecendo, porém, estas flores vão adquirindo uma tonalidade branca mais cremosa.
A flor da orquídea-cometa pode chegar aos 16 cm, sendo que o seu nectário pode atingir um comprimento entre os 30 e os 35 cm.

### Ecologia
As orquídeas-cometa pautam-se por preferirem terrenos a baixas altitudes, costumando surgir agarradas a árvores de grande porte ou rochedos na costa .

## História
É conhecida pelo seu longo nectário (canal de pólen) e a sua associação ao naturalista Charles Darwin, que supôs que sua flor era polinizada por uma borboleta nocturna, até então desconhecida, com uma probóscide cujo comprimento não tinha precedentes conhecidos naquela época.
A sua conjectura, porém, só se verificou como verdadeira 21 anos após a sua morte, quando a borboleta nocturna da espécie Xanthopan morgani praedicta foi descoberta, em 1903. Esta borboleta nocturna de Madagáscar, caracteriza-se por chegar aos 16 cm de tamanho, da ponta de uma asa à outra, e pela sua probóscide que pode atingir mais de 20 cm de comprimento quando distendida.
A história do polinizador postulado tornou-se numa das mais célebres predições da teoria da evolução.

## Sinónimos
- Aeranthes sesquipedalis (Thouars) Lindl.
- Macroplectrum sesquipedale (Thouars) Pfitzer
- Angorchis sesquepedalis (Thouars) Kuntze
- Mystacidium sesquipedale (Thouars) Rolfe

## Variedades
- A. s. var. angustifolium
- A. s. var. sesquipedale